# Frank Will
Frank Will (* 1966 in Hamburg) ist ein freier Musiker und Produzent aus Deutschland.

## Biografie
Bekannt wurde er als Keyboarder der Hamburger Band Die Sterne. Sein E-Piano war wesentlicher Bestandteil des Klangs der Sterne, wie die Band auf ihrer offiziellen Website schreibt. Im Jahr 2000 verließ der auch als Frank Orgel bekannte Will die Band, um sich seinem Studium der Landschaftsplanung zu widmen.
Des Weiteren produzierte Frank Will den Soundtrack zu dem mehrfach ausgezeichneten Film Der Olympische Sommer von Gordian Maugg und gemeinsam mit Julius Block den Soundtrack zu dem Spielfilm Der Strand von Trouville von Michael Hofmann.
Außerdem produzierte Will 2006 mit dem Schriftsteller und Künstler Arne Rautenberg das Kurzhörspiel sag die zukunft voraus – In temple with furby, das im selben Jahr bei den ARD Hörspieltagen für den Hörspielpreis Premiere im Netz nominiert war.
Seit 2003 arbeitet Frank Will als Sozialpädagoge in der Schweiz, wo er auch lebt.